# Форнарели (Вербано-Кузио-Осола)
Форнарели је насеље у Италији у округу Вербано-Кузио-Осола, региону Пијемонт.
Према процени из 2011. у насељу је живело 40 становника. Насеље се налази на надморској висини од 1176 м.